# 聖佩德羅德略克區
聖佩德羅德略克區（西班牙語：Distrito de San Pedro de Lloc），是秘魯的一個區，位於該國西北部拉利伯塔德大區的帕卡斯馬約省，面積698.42平方公里，海拔高度43米，2005年人口16,426，人口密度每平方公里24人。
7°25′35.68″S 79°30′14.15″W / 7.4265778°S 79.5039306°W